# Вико д’Арбија
Вико д’Арбија (итал. Vico d'Arbia) јесте насеље у Италији у округу Сијена, региону Тоскана.
Према процени из 2011. у насељу је живело 29 становника. Насеље се налази на надморској висини од 250 м.